# 西蒙·芒恩
西蒙·芒恩（英語：Simon Munn，1968年1月31日—），英国男子篮球运动员。他曾代表英国参加1992年、1996年、2000年、2004年、2008年、2012年和2016年夏季残疾人奥林匹克运动会轮椅篮球比赛，获得一枚银牌和三枚铜牌。